# Reouven Lehrer
Pour les articles homonymes, voir Lehrer.
Reouven Lehrer (hébreu : ראובן לרר) est compté comme le fondateur de la ville de Ness Ziona.

## Biographie
Il est issu d'une famille juive orthodoxe de la région de Galicie, région partagée entre la Pologne et l'Ukraine. Avec les menaces grandissantes visant la communauté juive, Reouven, confié par ses parents, est adopté en Allemagne par la famille "Lehrer" qui lui donne son nom. Réouven Lehrer émigre par la suite en Russie, et c'est à Odessa qu'il se rend acquéreur d'une grande ferme agricole qu'il gère brillamment. Tout religieux loubavitch qu'il est, Lehrer n'en adhère pas moins aux idées des Amants de Sion.
Marié à Feige et père de famille, il fait la connaissance de Gustav Eizler, originaire d'Allemagne et implanté sur des terrains marécageux de Palestine. Ce dernier, n'obtenant aucun rendement financier de ses terres, tente alors de concéder sa propriété foncière auprès de ses connaissances à Odessa. Il y rencontre le propriétaire terrien juif Réouven Lehrer, qui, enjoué à l'idée de devenir propriétaire de terres située "face à Jérusalem" signe aussitôt le contrat d'échange entre l'une des plus importantes propriétés agricoles de Russie et une parcelle de terrain située en fait entre Guedera et Rehovot, et non pas aux portes de Jérusalem. Feige, son épouse, ne voulant pas abandonner son père âgé, Lehrer et son fils Moshé émigrent en Terre d'Israël sur une terre désolée, où seul se trouve l'esclave soudanais d'Eizler.
En 1882, après avoir aménagé les terrains et la maison, Lehrer et son fils retournent à Odessa récupérer Feige, qui de nouveau se refuse à laisser son père derrière elle comme à mettre en danger la santé de ses autres jeunes enfants. Réouven Lehrer la conduit alors chez le rabbin loubavitch Shneur Zalman de Liadi à qui il soumet la question de savoir quelle est la plus importante des lois entre le respect parental et l'installation en Terre d'Israël. Le rabbin répond que les deux lois se valent, cependant il clôt l'entretien par le Birkat-Hadéreh (bénédiction du voyage). Réouven Lehrer et sa famille retournent alors s'installer dans leur propriété de Palestine, muni de matériel agricole, de plants et de bétail. Ses économies rapidement englouties, Lehrer se voit emprunter des fonds auprès du baron Edmond de Rothschild.
La situation financière de l'entreprise agricole s'étant améliorée, Lehrer invite alors, en totale transgression de la loi turque, les Juifs de Jaffa à venir s'implanter dans sa propriété baptisée depuis "Propriété Réouven", en y achetant à prix bradés des parcelles de terres. En 1889, un voyageur témoigne : "La propriété Reouven...cette petite implantation installée là-bas...elle n'abrite que 15 familles d'agriculteurs".
C'est ainsi que naît Ness Ziona, devenue depuis une ville de 30 000 habitants. L'exploitation est alors démunie de tout service médical ou pharmaceutique, ce qui provoquera le décès de nombreux enfants. Sur les 17 enfants du couple Lehrer, seuls cinq d'entre eux arriveront à l'âge adulte.
Le Dr Haïm Hissin décrit ainsi Feige Lehrer : " Feige Lehrer qui vécut bien après la disparition de son mari, est décédée en 1934, à l'âge de 116 ans. Elle a réussi, quasiment jusqu'à ses derniers jours à gérer l'exploitation". Un de ses arrière-petits-fils, Yaakov Lehrer donne ce témoignage de son aïeule Feige : "Les dernières années de sa vie, elle reçut de nombreuses marques de respect, d'affection et d'admiration; relations humaines dont elle avait été dispensée les premiers temps. Lorsqu'elle traversait le village, toute activité cessait sur son passage et chacun, respectueusement se levait".